# 養父市おおや堆肥センター
養父市おおや堆肥センター（やぶしおおやたいひセンター）は養父市が管理運営する堆肥化処理施設。

## 概要
養父市の前身の一つであった大屋町では、おおや高原において試行錯誤しながら有機栽培を続けてきたことが認められ、2000年に天皇杯を受賞した。この受賞をきっかけとし有機農業が積極的に勧められており、これを背景におおや堆肥センターが設立され、2003年に大屋町直営で稼働を開始した。2004年、養父市として合併し大屋町が消滅すると、この堆肥センターは養父市に引き継がれた。
おおや堆肥センターでは主要な業務として牛ふんなどを発酵させて堆肥化処理を行っており、これによって作られた堆肥を「おおや有機」として販売している。また、春期および、夏秋期には水田や畑への堆肥の散布を行っている。この「おおや有機」は2014年度の兵庫県堆きゅう肥共励会では兵庫県畜産協会長賞、2015年度には知事賞、2016年度には兵庫県畜産協会長賞、2017年にも知事賞を受賞した。
2016年、作業機械の修理用点検台に手すりがないなどが安全措置を怠っており、労働安全衛生法に違反しているとして、但馬労働基準監督署より各設備の使用停止命令を受けた。また、トラクターやショベル、フォークリフトなどの重機5台の定期自主検査を行っていないことへの是正勧告を受けた。養父市市長の広瀬栄はこれを受け市民へ陳謝するとともに、市の各部署での車両の法定点検の実施調査を行うと、点検未実施の管理車両87台が見つかった。